# Львовское гетто
В конце июля 1941 был создан Юденрат и «Ordnungsdienst». Льво́вское ге́тто по величине было третьим, после Варшавского и Лодзинского гетто.
8 ноября 1941 года немецкая власть приказала организовать Львовское гетто. Евреям предписывалось переместиться в гетто до 15 декабря 1941 года. За это время были убиты 5000 старых и больных евреев. К началу 1942 года в гетто насчитывалось более 100 000 евреев. Еврейская полиция насчитывала до 500 человек и обеспечивала внутренний правопорядок в еврейских гетто, участвовала в облавах, осуществляла конвоирование при переселении и депортации евреев в лагеря, обеспечивала выполнение приказов оккупационных властей и т. д. Председателем юденрата стал юрист Юзеф Парнас. За лето 1941 года была разграблена собственность евреев, сожжены синагоги, а сами евреи отправлены на принудительные работы. В конце октября Парнас был расстрелян за отказ составить списки евреев для лагерей.
Зимой 1941-1942 годов нацисты начали отправлять евреев из Львовского гетто в лагеря. За март 1942 года было вывезено в Белжец 15 000 человек. Большинство из них были старые и религиозные люди, женщины, дети. Официально это называлось «акцией против антисоциальных элементов».
После этой «акции» в гетто официально оставалось около 86 000 евреев. Кроме того, существовало большое количество «нелегалов». Были созданы цеха, в которых евреи работали на вермахт, люфтваффе и немецкую администрацию.
8 июля 1942 года 7000 евреев были вывезены в Яновский лагерь. За август в Белжец было отправлено более 50 000.
К началу сентября 1942 года в гетто оставалось около 65 000 евреев, из которых приблизительно 15 000 были «нелегалами». Некоторые евреи прятались в канализации города, где им помогали львовские поляки и украинцы.
Несколько тысяч детей было спасено активистами польской правительственной организации Жегота (Zegota — Совет помощи евреям на оккупированной территории Польши).
Евреев укрывали и в монастырях и церквях Украинской грекокатолической церкви. Среди спасшихся в Свято-Юрском соборе во Львове был главный ортодоксальный раввин города Давид Кахане и семья реформистского раввина города Иезекииля Левина.
В ноябре 5000 евреев были отправлены в Яновский концлагерь и Белжец. Систематически уничтожались неработающие евреи. Между 5 и 7 января 1943 года Львовское гетто официально стало Еврейским лагерем. До 20 000 евреев, включая членов расформированного Еврейского совета, были расстреляны. Немцы объявили, что в гетто могут находиться только евреи с «рабочей картой». Во время зачисток гетто немцы сжигали дома, в которых прятались евреи. Многие сгорали заживо.
Рабочий лагерь в гетто просуществовал до 1 июня 1943 года. При ликвидации лагеря евреи оказали вооружённое сопротивление, убив и ранив несколько полицейских. В ликвидации участвовали подразделения СС и немецкой полиции, гитлерюгенд. Около 7000 евреев было вывезено в Янов, большинство из них было расстреляно в «Песках». 3000 евреев были убиты при ликвидации самого гетто.
Когда 27 июля 1944 года советские войска взяли Львов, в нём оставалось менее 300 евреев, прятавшихся в городе и канализации.
|                                                                              |  |                                                                                |  |                                                             |  |
| Узник Львовского гетто и Яновского лагеря, выживший после их ликвидации 2007 |  | Нынешний вид на территорию Яновского лагеря (ныне — исправительное учреждение) |  | Памятник жертвам Холокоста на проспекте Вячеслава Черновола |  |